# Matudaea colombiana
Matudaea colombiana är en trollhasselart som beskrevs av G. Lozano-contreras. Matudaea colombiana ingår i släktet Matudaea och familjen trollhasselfamiljen. Inga underarter finns listade i Catalogue of Life.